# Ministerstwo Żeglugi i Handlu Zagranicznego
Ministerstwo Żeglugi i Handlu Zagranicznego – polskie ministerstwo istniejące w latach 1946–1947, powołane w celu kierowania i zarządzania całokształtem spraw związanych z kształtowaniem polityki morskiej i obrotu towarowego z zagranicą. Minister był członkiem Rady Ministrów.

## Powołanie urzędu
Na podstawie dekretu z 1946 r. o utworzeniu i zakresie działania Ministerstwa Żeglugi i Handlu Zagranicznego ustanowiono nowy urząd.

## Ministrowie
- Stefan Jędrychowski (1946–1947)

## Zakres działania urzędu
Do zakresu działania Ministerstwa Żeglugi i Handlu Zagranicznego należały:
- polityka i administracja w zakresie żeglugi morskiej i portów, rybołówstwa na wodach morskich i terytorialnych oraz obrotu towarowego z zagranicą;
- sprawy rozwoju i budowy floty handlowej i przemysłu okrętowego;
- sprawy budowy, utrzymania, eksploatacji i administracji portów i przystani morskich, urządzeń portowych nadbrzeża morskiego, zakładów przemysłowych, związanych bezpośrednio z żeglugą morską, oraz organizacja przeładunku portowego;
- nadzór nad działalnością przedsiębiorstw żeglugowych, portowych i połowów morskich;
- organizacja służby marynarskiej, bezpieczeństwa żeglugi oraz morskiego szkolnictwa zawodowego;
- organizacja i administracja rybnego przemysłu przetwórczego i zakładów przemysłowych, związanych bezpośrednio z rybołówstwem morskim, ochrona rybołówstwa na wodach terytorialnych oraz sprawa badań rybackich;
- sprawy opłat portowych;
- prowadzenie rokowań przy zawieraniu wszelkich umów handlowych i morskich między Polską i zagranicą oraz nadzór nad ich wykonaniem w porozumieniu z Ministrem Spraw Zagranicznych i przy współudziale innych zainteresowanych Ministrów;
- regulowanie obrotu towarowo-płatniczego między Polską a zagranicą w porozumieniu z Ministrem Skarbu;
- wyznaczanie radców handlowych, attaché handlowych i attaché morskich, powoływanie i wysyłanie za granicę misji w sprawach żeglugi i handlu zagranicznego w porozumieniu z Ministrem Spraw Zagranicznych;
- sprawowanie nadzoru nad wszelkimi organizacjami i przedsiębiorstwami handlu zagranicznego;
- współdziałanie z Ministrem Skarbu w zakresie polityki i organizacji ceł.

## Zniesienie urzędu
Na podstawie dekretu z 1947 r. o zmianach organizacji i zakresie działania naczelnych władz administracyjnych przekształcono urząd Ministerstwa Żeglugi i Handlu Zagranicznego w urząd Ministra Żeglugi.